# Przegra
Przegra – pierwszy wylot młodych (w wieku 9 – 10 dni) pszczół robotnic z ula w celu wydalenia kału i orientacji w terenie. Młode robotnice krążą w powietrzu zwrócone głową w stronę przedniej ściany ula. Przegra odbywa się podczas ciepłej pogody w godzinach okołopołudniowych. Mianem tym określa się również pierwszy lot młodej matki na lot weselny.